# MODOK
MODOK (anche scritto M.O.D.O.K.) è un personaggio dei fumetti statunitensi pubblicati da Marvel Comics, il suo nome è l'acronimo di Mental (o Mobile o Mechanized) Organism Designed Only for Killing. Si è classificato al 100º posto nella classifica di IGN dei più grandi cattivi nella storia dei fumetti.

## Biografia del personaggio

### Origini
George Tarleton era un tecnico della Avanzate Idee Meccaniche (A.I.M.) che venne trasformato dagli scienziati dell'organizzazione nel super intelligente MODOC (Mental Organism Designed Only for Computing). Il suo compito era studiare e migliorare le potenzialità dell'artefatto noto come Cubo Cosmico ma, diventato ambizioso, Tarleton uccise i suoi padroni e prese il controllo dell'A.I.M. Ribattezzatosi MODOK (Mental Organism Designed Only for Killing), il suo primo avversario fu Capitan America, impegnato a salvare l'agente S.H.I.E.L.D. Sharon Carter, rapita dall'organizzazione. MODOK diventa un nemico ricorrente per Capitan America, combattendo l'eroe più volte, ma si scontra anche con Namor e con il Dottor Destino per il possesso del Cubo Cosmico. Nel tentativo di distruggere Hulk, MODOK rapisce Betty Ross, trasformandola nell'Arpia; la ragazza e l'alter ego del gigante di giada, Bruce Banner, fuggono su di un nido fluttuante dove lo scienziato riesce a curare dal suo stato Betty. MODOK li raggiunge, insieme a una squadra dell'A.I.M., arrivando in tempo per uccidere il guardiano del nido, la Bi-Bestia, ma attivando un meccanismo di autodistruzione che costringe tutti a fuggire. Successivamente MODOK accetta l'offerta dell'essere ultra-dimensionale noto come Lama Nero, partecipando alla "Guerra dei Supercriminali", ma non riesce a vincere il premio stabilito quando viene sconfitto da Iron Man. Quando l'A.I.M. comincia a spazientirsi per la mancanza di progresso scientifico, e per l'ossessione di MODOK nel cercare vendetta contro i metaumani, lo estromette dal comando; Tarleton allora tenta di riprendere il controllo dell'organizzazione, e di dimostrare il proprio valore, liberando un agente nervino su New York City, ma il piano gli è impedito da Ms. Marvel e dalla Visione. In seguito cerca vendetta contro Ms. Marvel, prima tentando di controllarne la mente, poi ingaggiando Deathbird per ucciderla, ma viene sconfitto in entrambi i casi. L'ambizione del criminale cresce fino a portarlo a cercare di dominare il mondo, ma è ostacolato in questo piano da Iron Man e dai Campioni. Dopo un tentativo di saccheggiare le risorse della Terra Selvaggia, fallito a causa dell'intervento di Ka-Zar e Hulk, MODOK sviluppa un nuovo agente biologico, denominato Virus X, che intende testare su dei senzatetto, fortunatamente l'esperimento viene bloccato dalla Cosa, affiancata da Namor e Capitan America.

### Morte
Abbandonato dall'A.I.M. per i continui fallimenti, MODOK resuscita il nemico di Hulk, l'Abominio, così da utilizzarlo contro i suoi superiori e trasforma la dottoressa Katherine Waynesboro, una socia di Bruce Banner, in una versione femminile di se stesso. Tuttavia il piano fallisce, l'Abominio si rivela troppo instabile per essere tenuto sotto controllo e la dottoressa, inorridita dal cinico disprezzo per la vita di MODOK, esige di essere riportata alla sua forma umana. In risposta all'attacco di MODOK, l'A.I.M. assume la Società dei Serpenti per assassinarlo, Marasso lo uccide e restituisce il corpo all'organizzazione che intende usarlo come supercomputer. Successivamente il corpo di MODOK viene trafugato da un agente dell'A.I.M., che intende usarlo contro Iron Man, e durante la lotta viene distrutto. Dopo questa avventura l'A.I.M. sostituisce il criminale con una sua più fedele e più efficace controparte femminile, MODAM (Mental Organism Designed for Aggressive Maneuvers).

### Resurrezione
MODOK viene resuscitato dall'A.I.M. per aiutarli nella creazione di un altro Cubo Cosmico, ma per sicurezza viene temporaneamente imprigionato in una dimensione alternativa. Dopo aver tentato di rubare un dispositivo che aumenta la potenza mentale, accetta di aiutare il gruppo degli Uomini Testa nei loro piani di conquista ma, dopo aver preso nuovamente il controllo dell'A.I.M., rinnega l'accordo per evitare di scontrarsi con i Difensori. Dopo una battaglia con il gruppo canadese Alpha Flight, viene catturato da un cartello della droga, che collabora in segreto con la marina militare, che lo lobotomizza per infiltrarlo in satelliti spia e manipolare il mercato azionario, MODOK, tuttavia, recupera la sua personalità e sfrutta la situazione fino a quando viene catturato e preso in custodia dallo S.H.I.E.L.D..
MODOK, quindi, si mette alla ricerca un campione degli esseri cibernetici noti come Phalanx, e, dopo alcuni scontri con gli X-Men, combatte nuovamente Ms. Marvel, affiancata dal compagno Vendicatore Wonder Man, mentre una branca rinnegata dell'A.I.M., di cui fa parte anche suo figlio, cerca di ucciderlo; alla fine, attraverso un piano complicato ed elaborato, il criminale ristabilisce la sua ricchezza ed il suo potere personale sull'A.I.M.. MODOK, inoltre, entra a far parte dell'organizzazione Intelligencia, contribuendo a creare Rulk e She-Hulk Rossa, e a sottoporre alcuni eroi, tra cui Amadeus Cho, al raggio Cathexis, in grado di trasferire l'energia radiante da un soggetto ad un altro; a differenza degli altri individui colpiti, Amadeus, diventa così potente da ottenere la capacità di deformare la realtà all'interno di un raggio di tre metri, facoltà che usa per riportare MODOK alla sua forma umana e metterlo in fuga.
George Tarleton viene preso in custodia dall'esercito, anche se viene interpellato occasionalmente da Bruce Banner per sventare le "bombe a tempo" innescate nel caso il suo piano principale fallisse, non sembra ricordare quasi nulla della sua vita come MODOK. In realtà queste piani collaterali servono solo come specchietto per le allodole, mentre l'attenzione è concentrata su di essi un computer senziente, prodotto dalle cellule cerebrali del criminale, si attiva e riesce a creare un nuovo MODOK, privo delle debolezze dell'originale. Durante Fear Itself, MODOK, riconosce in Skadi Sin, la figlia del Teschio Rosso, scoprendo che ha attinto alla magia degli Asgardiani, osserva Rulk che combatte la Cosa, trasformata in Angir, e si allea con Zero/Uno per combattere i soldati del Serpente. Nel prologo di Avengers vs. X-Men, il criminale attacca un convoglio che stava scortando il Dr. Udaku, ex scienziato A.I.M., al Pentagono ma viene fermato dall'intervento di Scarlet, aiutata da Ms. Marvel e dalla Donna Ragno.

### M.Y.T.H.O.S.
Dopo la rottura del Bifrost, M.O.D.O.K. è riuscito a rimetterne insieme i pezzi acquisendo il potere del ponte e di Yggdrasil, sfruttandolo per modificare la realtà della Terra e governarla senza gli eroi. Viene fermato da Thor che riesce a ripristinare il mondo per com'era in precedenza, punendo il criminale dandogli la possibilità di mettersi in dubbio (cosa per cui non era programmato) e facendogli vedere realmente e nel suo cuore quello che è.

## Poteri e abilità
George Tarleton è stato sottoposto a un processo mutageno che gli ha conferito un'intelligenza e una memoria sovrumane, la capacità di connettersi alle banche dati computerizzate e di risolvere problemi matematici astratti quasi istantaneamente. Ha anche la facoltà di calcolare la probabilità matematica che un dato evento si verifichi, una capacità così forte che sconfina nella precognizione. Possiede poteri psionici che gli consentono di controllare mentalmente più individui contemporaneamente, anche interi gruppi di persone, e di generare campi di forza in grado di contenere anche lievi esplosioni nucleari. La fascia frontale che indossa, creata per lui dall'A.I.M., gli permette di concentrare il suo potere mentale in un raggio di energia devastante.
Un effetto collaterale della sua mutazione è stata la crescita sproporzionata della testa, tanto che il suo corpo non può più sostenerne il peso, rendendogli necessario l'uso di un esoscheletro e di un mezzo di trasporto fluttuante e dotato di vari armamenti. Di tanto in tanto Tarleton fa uso di un veicolo umanoide proporzionalmente dimensionato alla testa. Sempre a causa della mutazione, i suoi organi si deteriorano velocemente, rendendogli necessario l'utilizzo di cloni da usare come donatori. In qualità di leader dell'A.I.M., MODOK ha a disposizione una tecnologia avanzata e un esercito personale.

## Altri media

### Marvel Cinematic Universe
- Il personaggio compare nella quarta e quinta stagione della serie televisiva del Marvel Cinematic Universe Agents of S.H.I.E.L.D. (2013), interpretato da Zach McGowan. In questa versione del personaggio si tratta di Anton Ivanov, alias il Superiore, un magnate solitario russo che vive recluso dal mondo in cui considera gli Inumani come una minaccia per la sicurezza mondiale, e lavora insieme ai Cani da guardia e la corrotta senatrice Ellen Nadeer per distruggere lo S.H.I.E.L.D.. Alla fine il Superiore viene decapitato dalla psicopatica intelligenza artificiale Aida, che ripone la sua testa in una teca di vetro e gli crea un Life-Model Decoys Designed Only for Killing (L-MODOK) con le sue sembianze. Dopo aver trovato la testa di Ivanov, il membro di alto rango dell'organizzazione nazista HYDRA, la generale Hale, lo convince a unirsi a lei prima che l'agente dello S.H.I.E.L.D. Elena "Yo-Yo" Rodriguez lo sconfigga una volta per tutte.
- MODOK compare come antagonista secondario e antieroe nel trentunesimo film dell'MCU Ant-Man and the Wasp: Quantumania (2023), interpretato da Corey Stoll. In questa versione del personaggio si tratta di Darren Cross, alias il Calabrone (antagonista principale del primo film di Ant-Man), che viene deformato in tale aspetto in seguito al viaggio incontrollato nel misterioso Regno Quantico, dovuto a un malfunzionamento della sua tuta danneggiata.

### Televisione
- MODOK appare come antagonista secondario nella serie animata Iron Man, assieme con il potente e malvagio Mandarino.
- MODOK appare come uno degli antagonisti più ricorrenti nella serie animata Iron Man: Armored Adventures.
- MODOK è comparso come uno dei antagonisti principali nella serie animata Super Hero Squad Show.
- MODOK è uno dei antagonisti più ricorrenti della serie animata Avengers - I più potenti eroi della Terra.
- MODOK compare nella terza stagione di Ultimate Spider-Man della terza parte de ''Sfida tra Campioni'' che aiuta Capo a collaborare con Spider-Man per salvare gli ostaggi catturati dal Collezionista e il Gran Maestro.
- MODOK è uno degli antagonisti principali della prima stagione della serie animata Avengers Assemble, che formerà un'alleanza con Teschio Rosso, Attuma, Dracula, e il Dottor Destino noto come Cabala per distruggere gli Avengers e conquistare il mondo.
- MODOK appare nell'episodio speciale crossover Phineas e Ferb: Missione Marvel, in cui si allea con il Dr. Heinz Doofenshmirtz, Teschio Rosso, Whiplash e Venom per rubare i poteri dei quattro supereroi (Iron Man, Hulk, Thor e Spider-Man).
- MODOK compare nell'anime Disk Wars: Avengers.
- MODOK compare anche nella serie animata Guardiani della Galassia.
- il 21 maggio 2021 Hulu ha trasmesso una serie animata in stop motion intitolata M.O.D.O.K. dove l’omonimo personaggio appare come protagonista. Il personaggio avrebbe dovuto essere uno dei protagonisti nella serie televisiva The Offenders facendo squadra con Monkey, Tigra, Dazzler e Howard il papero; ma poi il progetto fu cancellato.

### Videogiochi
- In Marvel: La Grande Alleanza, MODOK è uno dei boss.
- MODOK è uno dei boss in Marvel Super Hero Squad.
- MODOK è uno dei boss in Marvel Super Hero Squad: The Infinity Gauntlet.
- MODOK appare come un personaggio giocabile nei videogiochi Marvel vs. Capcom 3: Fate of Two Worlds e Ultimate Marvel vs. Capcom 3, che formerà un'alleanza con il Dottor Destino, Albert Wesker, Magneto, Super-Skrull, Dormammu, Taskmaster e Galactus con l'intento di distruggere i nemici e conquistare i loro mondi.
- M.O.D.O.K. appare come personaggio giocabile nel videogioco per smartphone Marvel: Sfida dei campioni.
- MODOK è uno dei boss in Disney Infinity 2.0 Marvel Super Heroes.
- MODOK appare come personaggio assemblabile e giocabile in LEGO Marvel Super Heroes, LEGO Marvel's Avengers, e LEGO Marvel Super Heroes 2.
- MODOK è uno dei due antagonisti principali del videogioco Marvel's Avengers, assieme con Monica Rappaccini.